# Catalogul Galaxiilor Principale
Catalogul Galaxiilor Principale (engleză Catalogue of Principal Galaxies), denumit și PGC (engleză Principal Galaxies Catalogue) este un catalog astronomic.
Versiunea publicată în 1989 de Georges Paturel (Observatorul din Lyon), Lucie Bottinelli, Lucienne Gouguenheim și Pascal Fouqué (Observatorul din Paris) conținea 73.197 de obiecte cu detalii precum locația, clasificarea morfologică, luminozitatea aparentă, viteza radială și denumirile din alte cataloage. O versiune electronică este disponibilă la Centrul de date astronomice din Strasbourg. Catalogul a servit ca bază pentru LEDA (baza de date extragalactică Lyon-Meudon). În 2003, PGC a fost extinsă la 983.261 de galaxii mai luminoase decât magnitudinea 18 și inclusă în baza de date HyperLeda, care în 2021 conținea 5.377.544 de obiecte.